# 海獅科
海狮科是食肉目动物中的一个科，是长有外耳的鳍足动物。而那些长有内耳的鳍足动物则被划归海豹科（Phocidae）。与海豹科的动物相比，海狮科的动物还保留着比较好的、适应陆上生活的特征。
在生物分类学中这个科是1825年英国动物学家约翰·爱德华·格雷建立的，其拉丁语学名源于希腊语的，意思是“小耳朵”。
现在，海狮科包括海狗和海狮两个亚科，总共有14种，为体形比较大的鳍足动物，成群的分布于世界各大洋多岩礁的海岸。

## 特征

### 大小和重量
海狮科动物的大小和重量可以差别很大，比如雄性紐西蘭海獅的体长可达3.5米，而雌性加拉巴哥海狗的身长只有一米。有些种的雌性的体重只有25千克，而雄性北海狮可重达500千克以上。所有海狮科动物的兩性異形均相当大，有些甚至非常大，比如雄性北海狗比雌性北方海狗约重4.5倍。海獅科动物的性双态性是其特殊的繁殖方法导致的。

### 皮毛
海狮科动物身体瘦长，呈锭子形，身上被同样长的、一般棕色的皮毛。海狗还有一层非常密的细毛，其中的空气泡可以在水下起保暖作用，这层毛每隔一段时间就会被更新。与海豹科动物不同，海狮科动物皮毛的更新不断进行，没有一定的换毛期。海狮科动物皮下的脂肪层一般比海豹科动物也要薄。

### 颅骨和牙齿
海狮科动物的颅骨很像熊的颅骨。与熊的颅骨一样其蝶骨（Os sphenoidale）的大翼被一条隧道贯通。颈内动脉（Arteria carotis interna）从这根隧道穿过蝶骨为脑子带来氧气和营养。颞骨（Os temporale）上的颞骨乳头突（Processus mastoideus）也与熊科动物一样非常发达，这个部位是一块非常有力的肌肉的固定处。不过颞骨乳头突与中耳的窝（Bulla tympanica）明显分离。上部头关节（Articulatio atlanto-occipitalis）的关节头（Condylus occipitalis）上移。眶（Orbita）不完全分离，在额骨（Os frontale）的后缘和上缘分别有两个明显的突出，这两个突出分别被称为和。海狮科动物的下颚部分在颌联合（Symphysis mandibulae）处没有完全长在一起。雄性动物与雌性动物的颅骨在各部分的大小比例上往往稍许有些区别。
海狮科动物的嘴中每侧有三个上方的门齿和两个下方的门齿，除上方最外的门齿外其他门齿均有两峰。门齿后上下各有一犬齿，此后上下各有四枚前臼齿。所有海狮科动物的下方均有一枚臼齿，上方则按各种不同有一至三枚臼齿，所有前臼齿和臼齿均是同样的形状。总的来说海狮科动物牙齿用牙位表示法来表示为3/2 1/1 4/4 1-3/1。

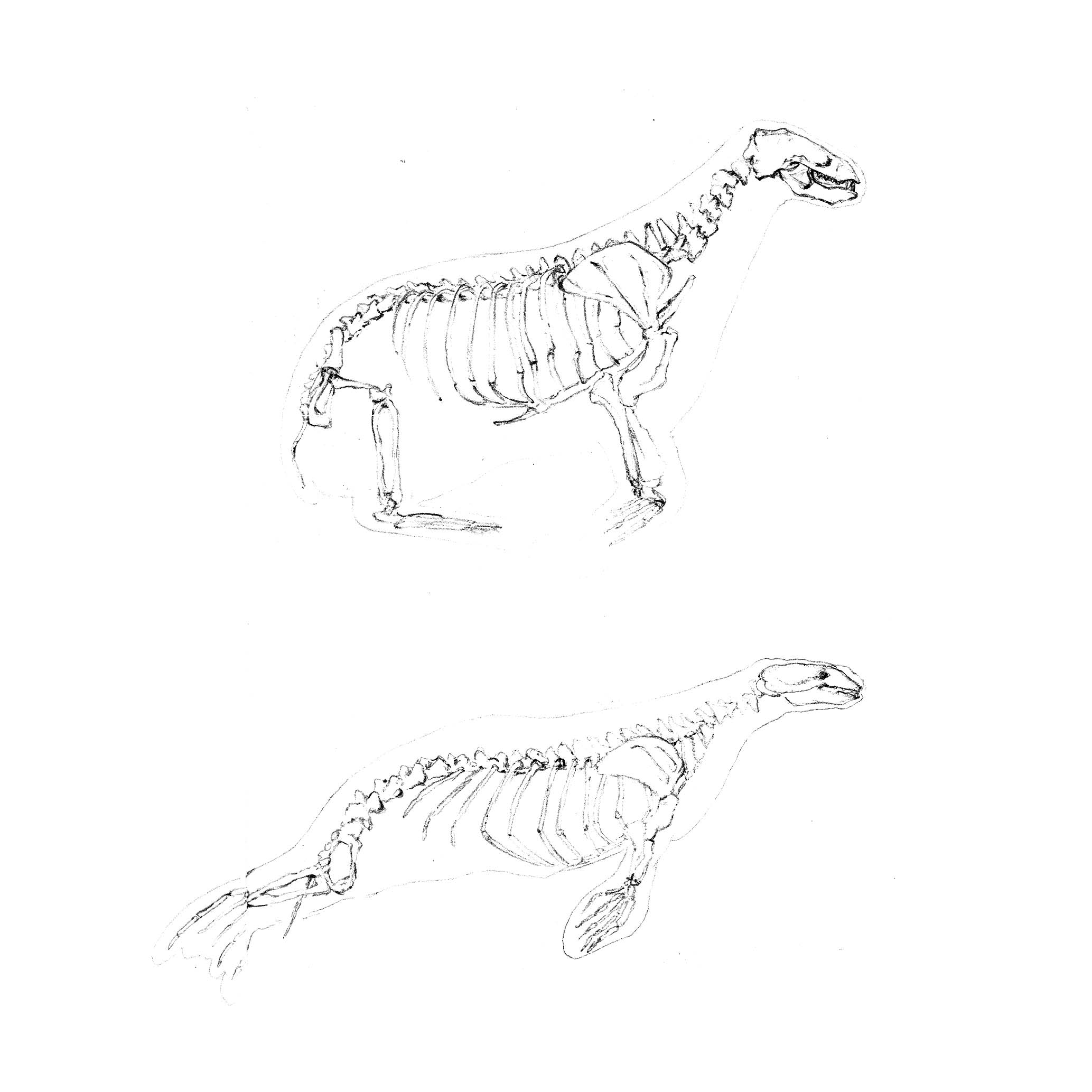
海狮科动物（上图）与海豹科动物（下图）骨骼的区别

### 脊柱
脊柱的颈椎和约15根胸椎明显加强，这是对这部分在陆上运动时所受到的很强的力的适应。尾椎比较短。胸骨（Sternum）在胸骨柄（Manubrium sterni）多棱而坚硬。

### 四肢
与海豹科动物不同的是海狮科动物依然可以在陆上行走时使用它们的四肢。它们的前肢非常有力，覆一层革质的、光滑的表皮。尤其海狗的前肢很长，在五根手指上还显示着退化了的指甲。手指从外向内越来越短。后肢比较短，可以转到身下，帮助陆上运动，这是海豹科动物无法使用的技术。在内部的三根脚趾上还很明显地有指甲，外部的两根脚趾上的指甲已经退化了。

### 呼吸系统、循环系统、生殖系统和遗传学
大多数种的肺扩大，除四肢外海狮科动物缺乏体表的、对调解体温重要的毛细血管。因此它们在陆上往往将尿撒在四肢上来使用其蒸发热来降低体温。
与海豹科动物不同的是海狮科动物的睾丸位于体外的阴囊中。其染色体组共有18对染色体。

### 感觉器官
海狮科动物有外部的耳壳，它们的耳壳一般只有约5厘米长，内有软骨，向外尖。所有的海狮科动物的眼眶上没有触毛（Vibrissae），这也与海豹科动物不同。

## 分布和生活环境
在极地、温带和亚热带海洋中均有海狮科动物生活，在北冰洋和南极洲的海洋中的数量最高。在西伯利亚和北美洲的北岸、太平洋中沿北美洲和南美洲的海岸从阿拉斯加州至墨西哥以及从秘鲁北部至合恩角、沿亚洲北部东岸从日本至俄罗斯的东北、新西兰南岛和科隆群岛、在大西洋南美洲东岸从火地群岛至巴西以及南非的南岸和西南岸、在北大西洋欧洲北岸至丹麦。在印度洋中澳大利亚南岸也有重要分部。此外在南极洲的海洋中许多孤立的岛屿上也有海狮科动物生存。
与其他鳍足动物一样海狮科动物大多数时间生活在海岸附近的海水中，有时也生活在大的河流入海口的盐沼中，偶尔会进入到河流的淡水中。交配和哺育是在陆上进行的，它们尤其喜欢多礁石的岛屿或者偏僻的沙滩，在这些地方一般没有天敌。与海豹科动物不同的是至今没有发现生活在浮冰上的海狮科动物。总的来说海狮科的动物比海豹科的动物更加喜欢温暖一些的水温。

## 行动
在水中海狮科动物只使用前肢作为滑浆前进，后肢则被动地拖在身后，这样它们可以达到27千米每小时的速度。
与海豹科动物不同的是海狮科动物可以在陆上比较好地前进。在不平的地面上海狮科动物可以逃避一个奔跑的人，受过训练的动物甚至可以爬梯子。
在陆上运动时海狮科动物主要使用其伸出的前肢，其“手腕”可以向外呈90°翻出，平地支撑在地上。后肢则可以折叠到体下，然后将身体向前顶。

## 生活方式
所有海狮科动物均是非常社会性的动物，它们往往集群。通过非常丰富的叫声变化它们可以互相通讯。尤其在交配时它们组成非常大的集群，这也许也是因为适应于哺育幼兽的场地比较少的缘故，因此它们只好在相应的场地群集。至少雌兽往往回到它们诞生的群。

### 营养
大多数海狮科动物的食物非常杂，它们不限于一种猎物，唯一的例外是只吃磷虾的南極海狗。其他海狮科动物除磷虾外一般还捕食小的群聚的鱼、乌贼和其他甲壳动物。一些种还捕食企鹅等鸟类和其他鳍足动物的幼兽。与海豹科动物不同的是海狮科动物一般只在浅水中活动，最深的有记录的海狮科动物的潜水深度为100多米。

### 繁殖

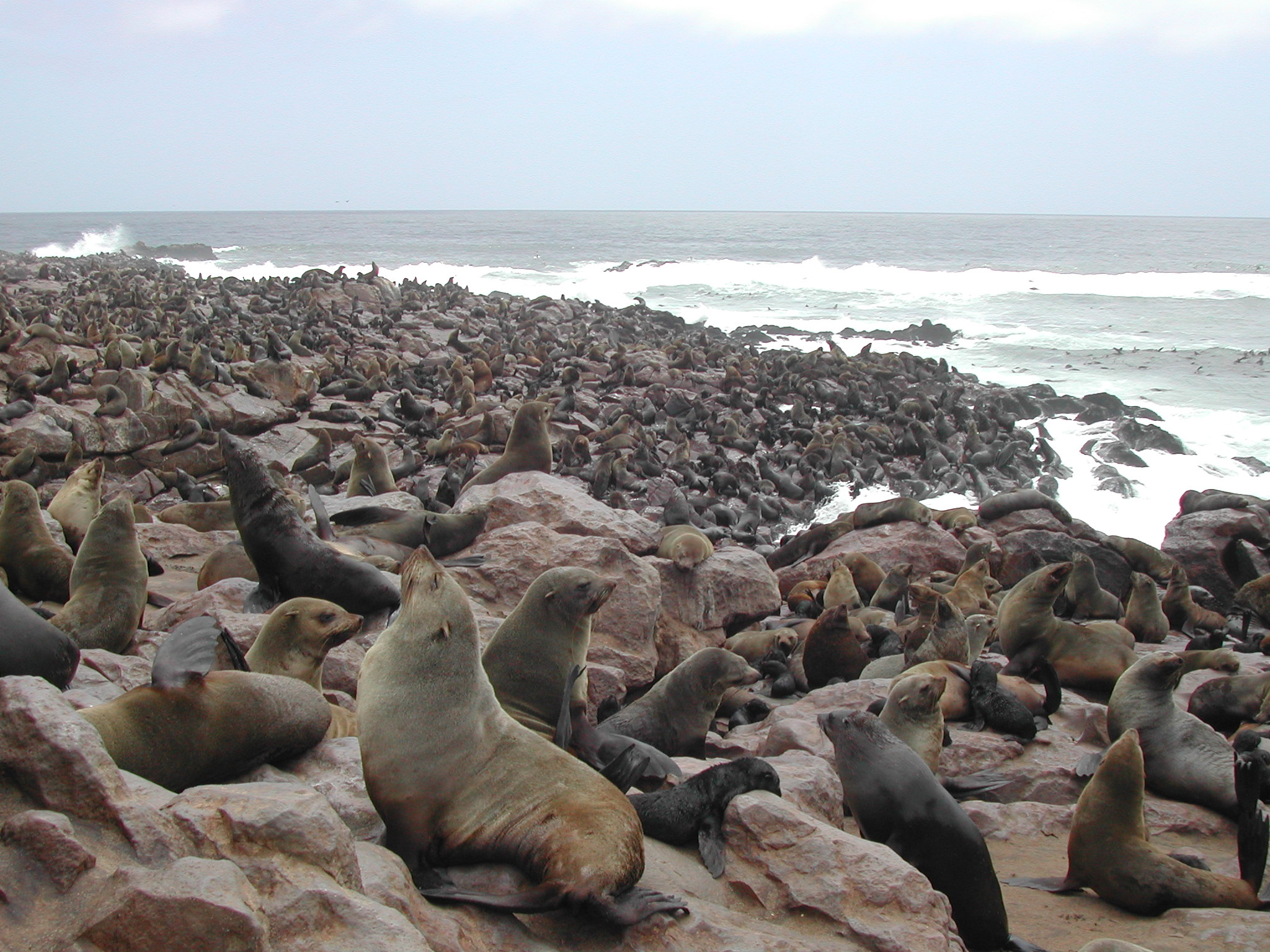
南非海狗栖息地

所有的海狮科动物在繁殖期均是由一头雄兽控制一群雌兽。雄兽首先到达繁殖地，到达后它们开始为地域互相争斗。这个争斗非常激烈，往往见血，有时甚至会致死。弱的雄兽只能获得不好的地域，比如离海滩比较远的地方或者比较边缘的地方，强的雄兽则可以占领离海近、比较中心的地方。雌兽到达时雄兽已经决定了它们的地域，强的雄兽的地域内可以有多达80头雌兽。虽然如此它们依然必须不断地保护它们的地域，防止邻近的其他雄兽扩张它们的地域。有时在地域争斗的过程中会有幼兽被压死。由于雄兽在这段时间里假如离开它们的地域的话就等于放弃它们的地域，因此它们必须日夜保护它们的地域，有些种的雄兽可能十数个星期无法捕食，在这段时间里它们必须靠自己的积蓄为生。这可能是海狮科动物性双态性这么大的原因。由于生殖期的条件要求对雄兽非常高，因此大多数雄兽只能维持两三年中心地域，此后就得让位给年轻的雄兽了。
海狮科动物的孕期非常长，一般在11至12个月之间，澳大利亚海狮的孕期甚至达18个月，因此雌兽到达后首先生一年前交配时受精的幼兽，几乎总是只产一仔。幼兽出生时被一层极密的胎发来防止失温。两至三个月后这层胎发才被一般的皮毛取代。幼兽出生后立刻会游泳，在出生后半小时内也可以在陆上运动。

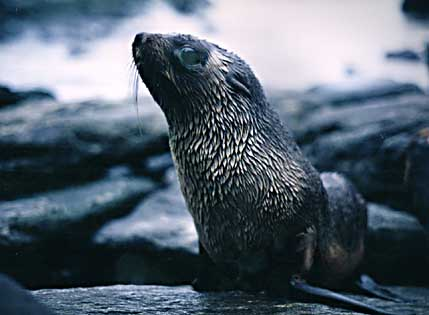
南極海狗的幼兽

幼兽出生约一周后雌兽与她所在的领域的雄兽交配，此时雄兽的暴性达到顶点，它们往往用武力防止雌兽离开它们的领域。直到交配后雌兽才可以离开领域去寻找食物。但是此后它们依然定期会到陆上来哺育幼兽。
幼兽的哺乳期在四至六个月之间。幼兽与母兽之间的辨认是通过叫声完成的。每头幼兽有其特有的叫声，它在听到母兽的叫声后就以此回答，母兽则能从许多其他叫声中听出自己的幼兽的叫声。此外母兽还通过嗅觉来核实幼兽。
与海豹科动物不同的是海狮科动物母兽与幼兽之间的关系可以维持相当长时间。有些幼兽在下一年的幼兽已经出生后还不定期地从母兽获得奶。北海狮的母兽甚至可能同时哺乳连续三年的幼兽，但是在这种情况下最年轻的幼兽的状况一般非常糟糕，往往被餓死。
海狮科动物可以活到20多岁。

## 威胁
虽然人类有史以来一直捕猎海狮科动物，但是一直到近数世纪它们才遭到灭绝性的打击。对南海獅的捕猎虽然从16世纪就开始了，但是此后数世纪中往往整个栖息地的群被消灭。从1786年至1867年在白令海的普利比洛夫群岛上估计有250头北方海狗被猎杀。到19世纪末南極海狗几乎灭绝。到1954年加拉巴哥海狗被重新发现为止它们以为已经灭绝。璜費南德茲島海狗则是在1965年被重新发现的，此前也被列入灭绝。20世纪初开始采取的保护措施使得情况有所好转。21世纪初对海狮科动物最大的威胁不在于有限的捕猎（比如阿留申人被允许有限地捕猎海狮科动物），而在于海洋污染和渔业。
有害的元素如铜、砷以及有害的有机化合物如多氯联苯和DDT积累在海狮科动物的皮下脂肪层中。雄兽脂肪层中的有害物质随年级不断上升，而哺乳的雌兽脂肪层中的有害物质则下降，这说明它们可能通过奶将这些有害物质传给幼兽。由于从日本、西伯利亚到阿拉斯加、加利福尼亚许多种均受害，说明这个问题不是一个局部问题。

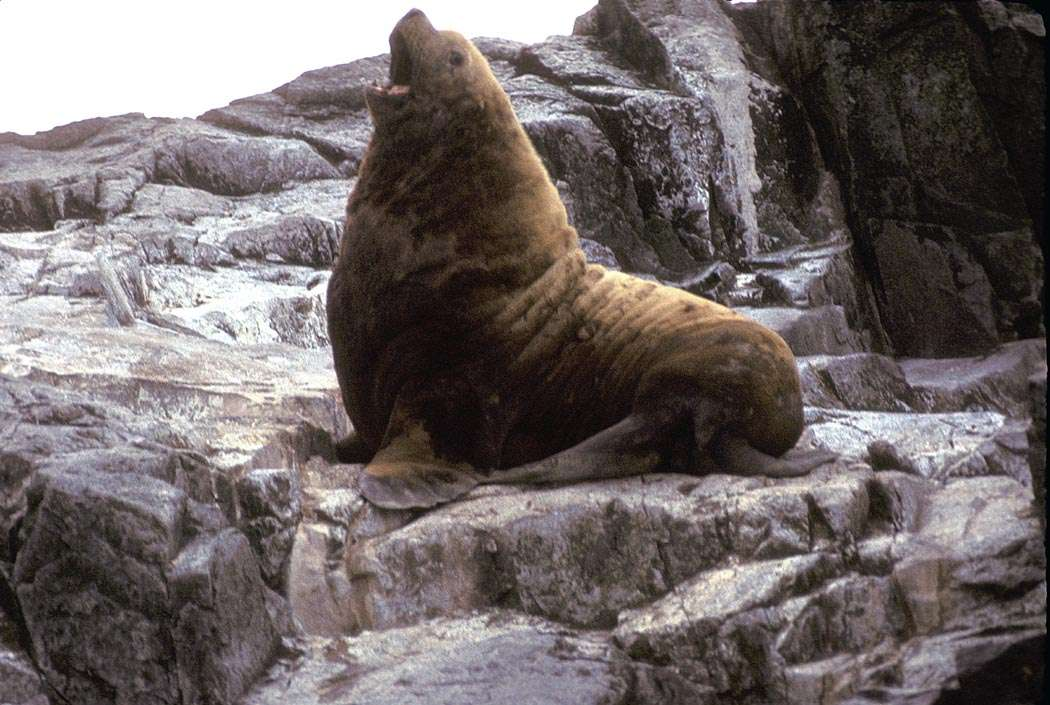
雄性北方海狗

现代工业化的渔业导致过量捕捞，使得许多鳍足类动物丧失了其食物。阿拉斯加的北海狮的数量减少基本可以确证是由于许多幼兽俄死导致的。此外由于打鱼经常在鳍足动物的栖息地附近进行，往往有海狮科动物缠在网中混获死亡。通过对打鱼工具和技术的改进至少这个问题有所减轻。
世界自然保護聯盟的紅色名錄中将北海狮列入“瀕危”，五个其他种（北方海狗、加拉巴哥海狗、璜費南德茲島海狗、北美毛皮海狮、紐西蘭海獅）处于“易危”。此外加州海獅的一个亚种（Zalophus californianus wollebaecki，在世界自然保護聯盟被列为种）被列为瀕危，另一个亚种（Zalophus californianus janonicus）已经灭绝。

## 进化与分类

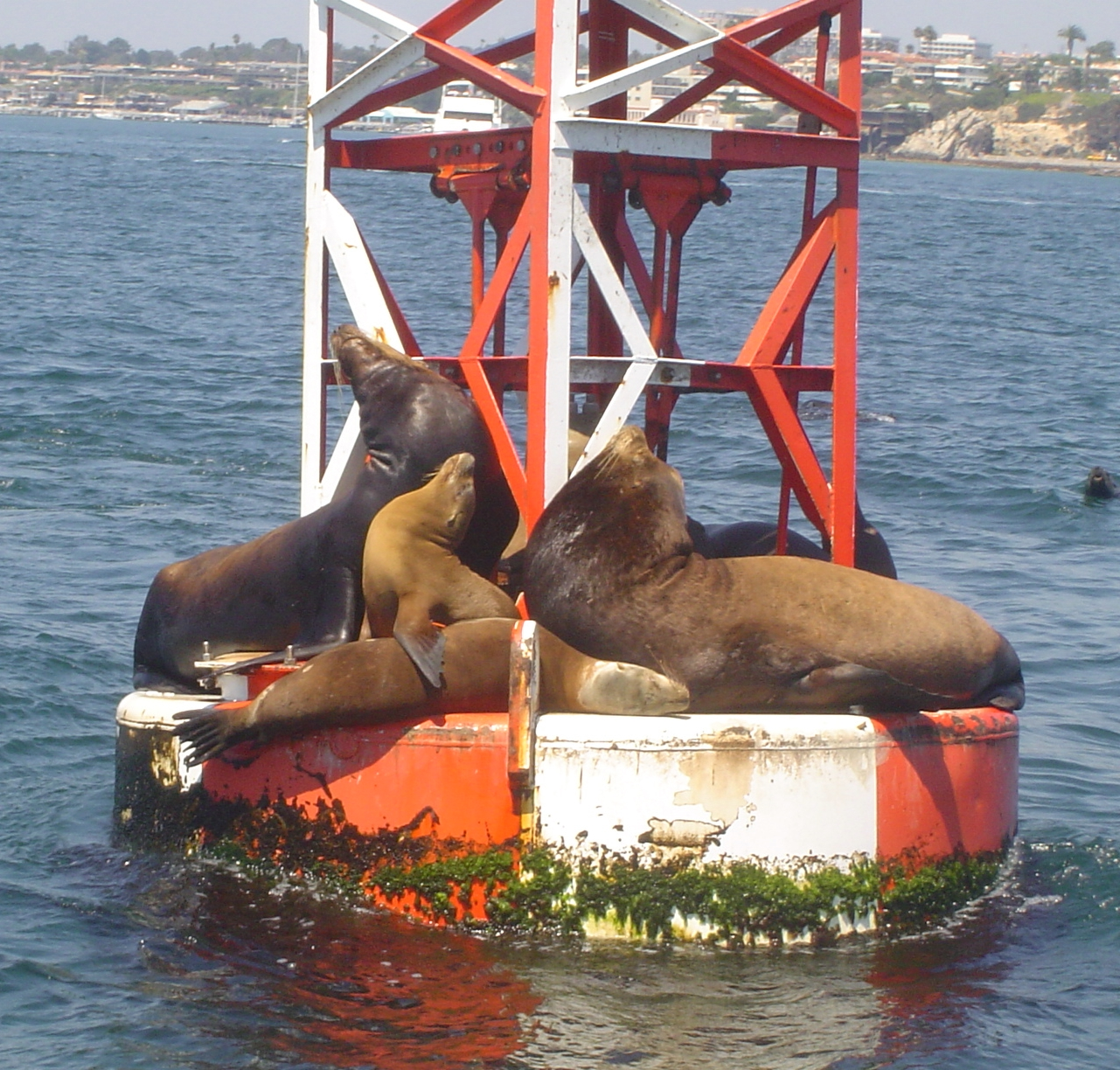
浮标上的加州海狮

从进化史的角度来看海狮科可能与海象科最近。海熊獸估計是所有已知鰭足類的祖先，包括海獅科、皮海豹科、海豹科及海象科。
由于上述的许多解剖学和生理学的特征（比如前肢强壮）过去一般认为海狮科动物是比较原始的海豹科动物，但是这个见解现在已经过时了。首先现代的分类学不再区分原始的或者现代的物种，其次海狮科动物与海豹科动物最早的化石差不多一样老。

### 化石
最早的海狮科动物化石是中新世遗留下来的。这个时候留下来有两个属，其鳍足的解剖学明显可以看出属于海狮科，这两个属与今天存在的动物的关系不明。在北美洲太平洋海岸发现的是至今为止已知的最早的海狮科动物，它们生活在中新世中期，距今约1200至1300万年。它们身长约1.5米，与今天的加拉巴哥海狗差不多大。中新世晚期的也是在北美洲的太平洋海岸发现的。这个属已经明显大得多，而且显示典型的性双态性。这两个种可以均以当地海岸附近广大的海草森林的丰富营养供应为生。
属于海狗的海狗属和南海獅屬以及属于海狮的海獅屬已经在上新世早期出现，其他今天尚存的最早的化石均源于更新世，它们的祖先可能与南海狮属类似。
虽然海狮科动物的分布史可能永远无法完全重建，但是今天至少对这个历史有一定的粗步认识：按照现在的认识海狮科与海豹科均起源于北美洲的北太平洋海岸，从这里它们首先向北和向西扩展，最后普及到整个太平洋北岸。数百万年后南北美洲的陆桥形成后它们又沿海岸向南扩展到南美洲。
从那里它们绕过合恩角进入南大西洋，然后沿美洲东海岸向北普及，但是它们似乎无法越过热带水域这个障碍，与此同时它们跟随南极绕极流到达南非以及南印度洋中的孤立岛屿。这个第一批扩散主要是海狗类的动物，此后还发生过一次第二批扩散，这次也是从北太平洋出发，这次是海狮类的动物。它们越过赤道后与第一批扩散一样绕过南美洲进入大西洋。新西兰和澳大利亚的动物可能也是从南美洲到达的。

### 适应
海狮科动物一夫多妻式的生活习惯可能源于其两栖的生活方式：由于雌兽必须在陆上哺乳和生育幼兽，而陆上合适的场地有限，因此它们不得不在海岸附近挤在一起。而最强壮的雄兽则因此可以占据地域。这个过程不断升级，最后导致了巨大的性双态性。由此海狮科动物的性双态性是性選擇导致的。它们在海洋和陆上也可以生存。

### 分类
现在对海狮科是一个自然的、亲属性的类别已经没有任何疑义，所有海狮科的动物均来源于同一祖先。今天这个科被分为七个属。不官方地前两个属被统称为海狗，而后五个属则被统称为海狮。按照今天的认识将海狮科分为海狗亚科（Arctocephalinae）和海狮亚科（Otarriinae）没有很强的证据，这个区分的唯一标准是其皮毛，海狗的皮毛比较浓密，海狮的比较稀疏。
- 北海狗属（Callorhinus）
  - 北海狗（Callorhinus ursinus）
- 南海狗属（Arctocephalus）
  - 加拉巴哥海狗（Arctocephalus townsendi）
  - 璜費南德茲島海狗（Arctocephalus philippii）
  - 加拉巴哥海狗（Arctocephalus galapagoensis）
  - 南美海狗（Arctocephalus australis）
  - 亞南極海狗（Arctocephalus tropicalis）
  - 南極海狗（Arctocephalus gazella）
  - 紐西蘭海狗（Arctocephalus forsteri）
  - 南非海狗（Arctocephalus pusillus）
- 北海獅屬（Eumetopias）
  - 北海獅（Eumetopias jubatus）
- 南美海獅屬（Otaria）
  - 南美海獅（Otaria flavescens）
- 加州海獅屬（Zalophus）
  - 加州海獅（Zalophus californianus）
- 澳洲海獅屬（Neophoca）
  - 澳洲海獅（Neophoca cinerea）
- 紐西蘭海獅屬（Phocarctos）
  - 紐西蘭海獅（Phocarctos hookeri）